# 多多良站
多多良站（日语：／ Tatara eki */?）是一個位於群馬縣館林市日向町，屬於東武鐵道伊勢崎線的鐵路車站。車站編號是TI 11。

## 歷史
- 1907年（明治40年）8月27日 - 中野站開業。
- 1923年（大正12年）3月1日 - 改稱為多多良站。

## 車站構造
側式月台2面2線的地面車站。站房位於伊勢崎方向月台側，有天橋通往淺草方向月台。站內設有PASMO簡易驗票閘門。
窗口營業時間為6:00～21:00，但營業時間也可能沒有站員留守，因此另設有自動售票機與乘車站證明書發行裝置等供乘客使用。

### 月台配置
| 月台 | 路線     | 方向 | 目的地                                                  |
| ---- | -------- | ---- | ------------------------------------------------------- |
| 1    | 伊勢崎線 | 下行 | 足利市、太田方面                                        |
| 2    | 伊勢崎線 | 上行 | 館林、久喜、 東武晴空塔線 北千住、 東京晴空塔、淺草方向 |

## 利用狀況
2018年度1日平均上下車人次為629人。近年1日平均上下車人次的推移如下表｡
| 上下車人次推移     | 上下車人次推移    |
| 年度               | 1日平均上下車人次 |
| ------------------ | ----------------- |
| 2000年（平成12年） | 912               |
| 2001年（平成13年） | 847               |
| 2002年（平成14年） | 824               |
| 2003年（平成15年） | 872               |
| 2004年（平成16年） | 886               |
| 2005年（平成17年） | 878               |
| 2006年（平成18年） | 896               |
| 2007年（平成19年） | 892               |
| 2008年（平成20年） | 859               |
| 2009年（平成21年） | 803               |
| 2010年（平成22年） | 767               |
| 2011年（平成23年） | 724               |
| 2012年（平成24年） | 740               |
| 2013年（平成25年） | 750               |
| 2014年（平成26年） | 721               |
| 2015年（平成27年） | 718               |
| 2016年（平成28年） | 696               |
| 2017年（平成29年） | 670               |
| 2018年（平成30年） | 629               |

## 車站周邊
- 國道122號
- 栃木縣道·群馬縣道148號御廚多多良停車場線（日语：栃木県道・群馬県道148号御厨多々良停車場線）
- 群馬縣道371號多多良停車場線（日语：群馬県道371号多々良停車場線）
- 館林多多良郵便局
- 足利市立愛宕台中學校
- 群馬縣立多多良沼（日语：多々良沼）公園
- 群馬縣立館林美術館（日语：群馬県立館林美術館）
- 雕刻小徑（日语：彫刻の小径）
- VIVA HOME（日语：LIXILビバ）館林店
- 館林市立第八小學校
- 館林市立多多良中學校

## 相鄰車站
東武鐵道
 伊勢崎線
■區間急行、■區間準急（平日只有1班上行列車）、■普通
館林（TI 10）－多多良（TI 11）－縣（TI 12）

## 外部連結
- 多多良（車站資訊） - 東武鐵道